# Associazione Calcio Pavia 1943-1944
Questa voce raccoglie le informazioni riguardanti l'Associazione Calcio Pavia nelle competizioni ufficiali della stagione 1943-1944.

## Stagione
Nella stagione di guerra 1943-1944 il Pavia ha disputato il girone F di Serie C Lombardia, con 17 punti ha vinto il girone davanti al Codogno con 12 punti, nel girone di semifinale con 7 punti ha ottenuto la qualificazione al girone finale dove si è piazzata al quinto posto con 6 punti, il girone di finale è stato vinto dal Legnano con 13 punti davanti al Lecco con 11 punti.
Nel 1944 l'evolversi del conflitto costringe a svolgere l'attività calcistica solo a carattere regionale e non ufficiale. Il Pavia prende parte ad un torneo lombardo di Serie C nel quale recita un ruolo da protagonista. Nel sodalizio azzurro che tiene sede al Caffè Rinascenza di Strada Nuova compare in veste di segretario Pietro Fortunati che per tre lustri sarà il suo dirigente più rappresentativo. Il Pavia allenato dal Dott. Azzoni si avvale di rinforzi di rilievo essendo il calcio ufficiale fermo, quali i difensori Mario Acerbi dalla Roma e Battista Andreoni dall'Atalanta, gli attaccanti Mario Trezzi dal Milan, Francesco Alberti dal Brescia e Antonio Vismara dal Liguria ed infine il centrocampista Giovanni Braga dalla Redaelli. Inoltre nelle partite del girone di finale possono allineare l'ex nazionale Sergio Marchi del Genoa. I bombardamenti aerei sulle città del Nord aggravano la situazione ed il CONI si vede costretto in Agosto a sospendere qualsiasi attività sportiva quando mancava una sola giornata alla conclusione del girone finale.

## Rosa
| N. |                   | Ruolo | Calciatore         |
| -- | ----------------- | ----- | ------------------ |
|    | Italia (bandiera) | D     | Mario Acerbi       |
|    | Italia (bandiera) | A     | Francesco Alberti  |
|    | Italia (bandiera) | D     | Battista Andreoni  |
|    | Italia (bandiera) | D     | Luigi Asti         |
|    | Italia (bandiera) | A     | Luigi Barbieri     |
|    | Italia (bandiera) | C     | Gino Bassi         |
|    | Italia (bandiera) | C     | Ermanno Bertolotti |
|    | Italia (bandiera) | C     | F. Borghi          |
|    | Italia (bandiera) | C     | Giovanni Braga     |

| N. |                   | Ruolo | Calciatore            |
| -- | ----------------- | ----- | --------------------- |
|    | Italia (bandiera) | A     | Achille Buzzoni       |
|    | Italia (bandiera) | D     | Luigi Ferrari         |
|    | Italia (bandiera) | C     | Cornelio Gatti        |
|    | Italia (bandiera) | D     | Sergio Marchi         |
|    | Italia (bandiera) | C     | Gianfranco Montersino |
|    | Italia (bandiera) | P     | Agostino Scaglioni    |
|    | Italia (bandiera) | A     | Mario Trezzi          |
|    | Italia (bandiera) | C     | Donato Vaglio         |
|    | Italia (bandiera) | A     | Antonio Vismara       |

## Risultati

### Girone di andata
| Arbitro: | Del Nobolo (Milano) |

|             |           |  |
| Vismara 20’ | Marcatori |  |

| Arbitro: | Sverzellati (Piacenza) |

|            |           |                           |
| Falconi 3’ | Marcatori | 28’ Borghi 49’ Montersino |

| Arbitro: | Carpani (Milano) |

|                |           |                  |
| Rossi 16’, 28’ | Marcatori | 15’, 59’ Vismara |

| Arbitro: | Bergomi (Milano) |

|             |           |            |
| Vismara 86’ | Marcatori | 14’ Degara |

| Arbitro: | Carpani (Milano) |

|  |           |                             |
|  | Marcatori | 20’ Vismara 40’, 80’ Borghi |

### Girone di ritorno
| Arbitro: | Bandini (Milano) |

|         |           |                        |
| Pea 37’ | Marcatori | 25’ Vismara 76’ Trezzi |

| Arbitro: | Camiolo (Milano) |

|                              |           |                            |
| Vismara 3’ (rig.) Trezzi 44’ | Marcatori | 57’ Emanuelli 60’ Tornaghi |

| Arbitro: | Cipriani (Milano) |

|                        |           |  |
| Trezzi 80’ Vismara 82’ | Marcatori |  |

| Arbitro: | Mondani (Milano) |

|              |           |                                           |
| Melandri 85’ | Marcatori | 31’ Bassi 39’ Vismara 68’ (rig.) Barbieri |

| Arbitro: | Valsecchi (Milano) |

|                 |           |                          |
| Trezzi 72’, 73’ | Marcatori | 51’ Ferrari 71’ Canonico |

### Girone di Semifinale F-G
| Arbitro: | Masseroni (Milano) |

|                     |           |             |
| Parvis 10’ Tosi 75’ | Marcatori | 25’ Buzzoni |

| Arbitro: | Garassino (Varese) |

|                                                    |           |  |
| Alberti 9’ Montersino 14’ Barbieri 33’ Buzzoni 69’ | Marcatori |  |

| Arbitro: | Camiolo (Milano) |

|                                                                         |           |                  |
| Pochettino 9’, 37’ (rig.) Carelli 15’ Paludetto 30’ Pochettino 77’, 89’ | Marcatori | 14’, 70’ Alberti |

| Arbitro: | Carpani (Milano) |

|                        |           |            |
| Buzzoni 44’ Acerbi 81’ | Marcatori | 48’ Parvis |

| Arbitro: | Mondani (Milano) |

|                      |           |                                         |
| Lomi 40’ Belloni 73’ | Marcatori | 41’, 42’ Alberti 44’ Buzzoni 70’ Borghi |

| Arbitro: | Valsecchi (Milano) |

|            |           |                |
| Borghi 38’ | Marcatori | 58’ Pochettino |

### Spareggio
| Arbitro: | Camiolo (Milano) |

|              |           |                                    |
| Guasconi 82’ | Marcatori | 10’ Buzzoni 32’ (rig.) 75’ Alberti |

### Girone Finale Lombardo
| Arbitro: | Mondani (Milano) |

|                                      |           |          |
| Buzzoni 51’ Bassi 67’ Montersino 84’ | Marcatori | 7’ Corti |

| Arbitro: | Carpani (Milano) |

|                          |           |              |
| Aebi 20’, 54’ Fovana 74’ | Marcatori | 15’ Alvigini |

| Pavia 18 giugno 1944 3ª giornata | Pavia              | 0 – 0 | Legnano | Stadio Comunale\| Arbitro: \| Valsecchi (Milano) \| |
| Arbitro:                         | Valsecchi (Milano) |       |         |                                                     |

| Arbitro: | Marchetti (Milano) |

|             |           |           |
| Zorzolo 28’ | Marcatori | 61’ Bassi |

| Arbitro: | Bandini (Milano) |

|                                                                                      |           |             |
| Montersino 11’, 54’, 76’ Vismara 29’, 33’ Campagnoli 44’, 56’ Alvigini 74’ Bassi 80’ | Marcatori | 72’ Colombo |

| Arbitro: | De Vecchi (Milano) |

|                              |           |             |
| Piazza 54’ Consonni 58’, 73’ | Marcatori | 29’ Buzzoni |

| Arbitro: | Ferrazzi (Milano) |

|  |           |               |
|  | Marcatori | 20’ Tagliabue |

| Arbitro: | Bergomi (Milano) |

|                |           |  |
| Grammatica 62’ | Marcatori |  |

| Arbitro: | Camiolo (Milano) |

|  |           |              |
|  | Marcatori | 57’ Versaldi |

| 6 agosto 1944 10ª giornata | Tresoldi | – A Tav. | Pavia |  |